# بيت لحم تحتاني
بيت لحم تحتاني قرية سوريّة تتبع إداريّاً لمحافظة حلب منطقة عين العرب ناحية مركز عين العرب، بلغ تعداد سكانها 250 نسمة حسب التعداد السكاني لعام 2004.